# Hausbrand (Brennstoff)
Als Hausbrand wird der Brennstoff zur Verwendung in Kleinfeuerungen in Privathaushalten wie dem Herd, Kamin, Heizöfen, Zentralheizung sowie dessen Verbrennung bezeichnet.
Besonders üblich ist die Bezeichnung für Festbrennstoffe wie Brennholz (als Scheitholz oder Holzpellet) und Kohle (stückig oder als Brikett). Bei flüssigen oder gasförmigen Brennstoffen ist die Bezeichnung als Hausbrand hingegen weniger gängig.

## Geschichte

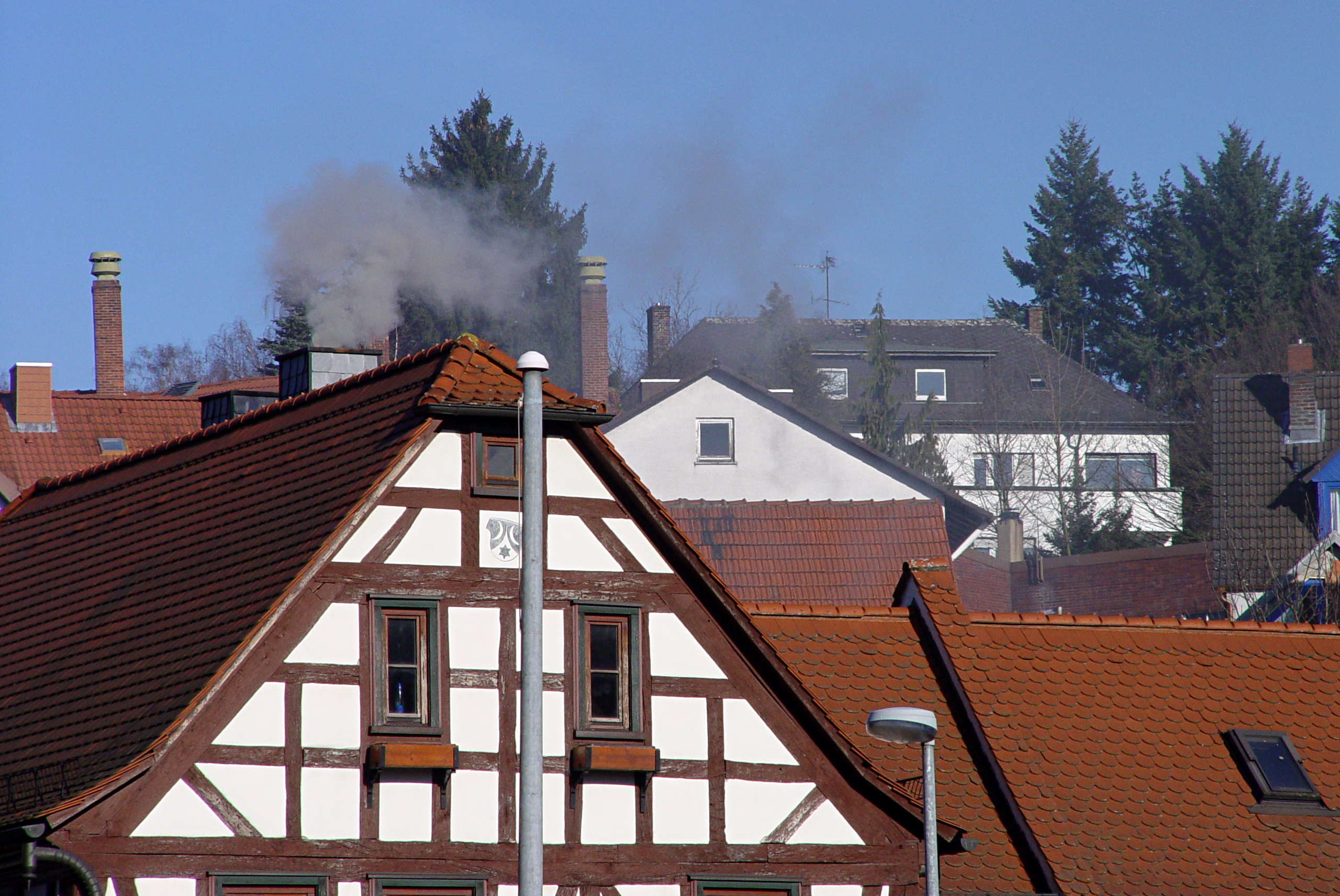
Abgasfahne einer Holzfeuerung

Historisch handelte es sich bei Hausbrand meist um nachwachsende Rohstoffe, oft aber auch um minderwertigen, billigen Brennstoff oder gar Abfälle, während die höherwertigen Brennstoffe mehr für gewerbliche und industrielle Anwendungen genutzt wurden. Holz ist neben Fett und Öl der älteste Brennstoff der Menschheit. So durfte bis in die Neuzeit das minderwertige Leseholz und der Schlagabraum aus dem Wald für den Hausbrand gesammelt werden. Seit der Frühindustrialisierung verbreitete sich auch die Nutzung von Kohle, die in einigen Ländern bald der wichtigste Brennstoff werden sollte. In manchen Regionen wurden und werden auch – zum Teil bis in die Gegenwart hinein – Torf und Kuhdung verwendet. Im  rheinischen Revier wurden Klütten gerade von ärmeren Haushalten für den Hausbrand verwendet. Kohle wurde nicht immer dem Holz vorgezogen, weil es als höherwertig galt, sondern – insbesondere in Zeiten von Holznot – oftmals weil es gerade aufgrund seiner vermeintlichen oder tatsächlichen Minderwertigkeit billiger zu bekommen war. Insbesondere Braunkohle galt aufgrund ihres unangenehmen Geruchs bei der Verbrennung oft als „Armeleutebrennstoff“.
Im Kohlebergbau war und ist es üblich, dass die Bergleute ein Deputat an Kohle als Hausbrand erhalten.
Als Folge der Smog-Katastrophe in London 1952 wurde der „Clean Air Act“ beschlossen, ein Bündel von Maßnahmen zur Bekämpfung der Luftverschmutzung, wobei vor allem die Zahl der offenen Kamine drastisch reduziert werden sollte. Rechtlich gelten für Hausbrand in einigen Ländern unterschiedliche Regelungen hinsichtlich Besteuerung und Emissionsgrenzwerten im Vergleich zu industriellen Feuerungen.
Seit 2006 ist die Besteuerung in Deutschland im Energiesteuergesetz geregelt, wobei Kohle als Hausbrand zunächst übergangsweise steuerbefreit blieb. Seit 1988 gilt die Verordnung über kleine und mittlere Feuerungsanlagen (1. BImSchV), welche vorschreibt, dass im Hausbrand nur raucharme Festbrennstoffe eingesetzt werden dürfen, nämlich Steinkohle, Braunkohle, Brenntorf, Torfbriketts sowie naturbelassenes, mindestens 2 Jahre getrocknetes, stückiges Holz.

## Ökologische Aspekte
In Österreich und einigen anderen Ländern sind entsprechende Maßnahmen unter anderem damit begründet, dass der Hausbrand insbesondere in Regionen mit vielen älteren, mit Festbrennstoffen befeuerten Heizöfen erheblich zur Belastung der Umwelt mit Feinstaub beiträgt.
Im EU-weiten Durchschnitt trägt der Hausbrand mit 27 % zu den PM2.5-Emissionen und mit 19 % zu den PM10-Emissionen bei. Er steht damit an erster Stelle unter den Emittenden, wobei seit dem Jahr 2000 eine deutlich abnehmende Tendenz zu beobachten ist. Eine diesbezügliche Studie wird auch in der Diskussion um die Einführung von Umweltzonen verwendet.